# Patrick Du Val
Patrick Du Val   (Cheadle Hulme, 26 de març de 1903 - Cambridge, 22 de gener de 1987) va ser un matemàtic anglès.
Els seus pares es van separar quan era nen i va ser educat bàsicament per la seva mare a casa, ja que patia d'una intensa asma que l'impedia anar a l'escola. Tenia molta facilitat pels idiomes, tant és així que va aprendre pel seu compte noruec per poder llegir el Peer Gynt d'Ibsen en els seus versos originals. Amb l'ajuda de professors privats, va obtenir la màxima classificació com estudiant extern del batxillerat de 1926. La mare es va traslladar a Cambridge i, gràcies al suport de H.F. Baker, el 1927 va ingressar al Trinity College (Cambridge) per estudiar geometria algebraica. El 1930 va obtenir el doctorat i, el mateix any, va ser nomenat fellow del Trinity College, on va romandre quatre anys amb algunes estances a Roma (per estudiar amb Federigo Enriques) i a Princeton. El 1936, retornat a Anglaterra, accepta una plaça de professor ajudant a la universitat de Manchester, de la qual va passar a la universitat d'Istanbul (Turquia) el 1941 i a la universitat de Geòrgia (Estats Units) el 1949. El 1952 va retornar a Anglaterra i, després de dos cursos a la universitat de Bristol, va ser professor del University College de Londres fins a la seva jubilació el 1970. Encara després de jubilar-se, va tornar a la universitat d'Istanbul per donar classes durant tres cursos. Després de la seva retirada definitiva es va establir a Cambridge, on va morir el 1987.
Du Val va ser el primer el 1934 en classificar les singularitats de les superfícies en termes de les seves discrepàncies. També va ser coautor amb H.S.M. Coxeter el 1938 del llibre The fifty-nine icosahedra en el qual es descrivien els 59 icosaedres estelables: mentre Coxeter ho feia pel mètode bi-dimensional, Du Val ho feia mitjançant cel·les. Els altres coautors, Petrie i Flather, van fer, respectivament, les il·lustracions i un conjunt complet de models que es conserven al departament de matemàtiques de Cambridge.